# Секеркі (Білостоцький повіт)
Секеркі (пол. Siekierki) — село в Польщі, у гміні Тикоцин Білостоцького повіту Підляського воєводства.
Населення — 396 осіб (2011).
У 1975-1998 роках село належало до Білостоцького воєводства.

## Демографія
Демографічна структура станом на 31 березня 2011 року:
|          | Загалом | Допрацездатний вік | Працездатний вік | Постпрацездатний вік |
| -------- | ------- | ------------------ | ---------------- | -------------------- |
| Чоловіки | 208     | 47                 | 130              | 31                   |
| Жінки    | 188     | 38                 | 113              | 37                   |
| Разом    | 396     | 85                 | 243              | 68                   |